# Ba Jiang
Ba Jiang är ett vattendrag i Kina. Det ligger i provinsen Yunnan, i den sydvästra delen av landet, omkring 71 kilometer sydost om provinshuvudstaden Kunming.
Genomsnittlig årsnederbörd är 1 007 millimeter. Den regnigaste månaden är juni, med i genomsnitt 216 mm nederbörd, och den torraste är januari, med 12 mm nederbörd.